# Sphaerophoria formosana
Sphaerophoria formosana är en tvåvingeart som först beskrevs av Matsumra 1916.  Sphaerophoria formosana ingår i släktet sländblomflugor, och familjen blomflugor.
Artens utbredningsområde är Taiwan. Inga underarter finns listade i Catalogue of Life.